# New Adventures in Hi-Fi
New Adventures in Hi-Fi je desáté album americké kapely R.E.M., vydané v roce 1996. Jde o poslední album, na kterém se podílel původní bubeník Bill Berry, který kapelu opustil o rok později. Je to také poslední album R.E.M., které produkoval Scott Litt, na dalších albech jej nahradil Pat McCarthy.
New Adventures in Hi-Fi bylo nahráváno během a po turné uspořádaného po vydání předchozího alba Monster na rozličných místech Spojených států. Album kombinuje akustický zvuk alb Out of Time a Automatic for the People s hlasitými kytarami alba Monster. Album bylo přijato velice pozitivně a mezi kritiky si v letech následujících po vydání značně polepšilo. R.E.M. sami považují New Adventures in Hi-Fi za své nejlepší album, v čemž se shodují s velkou částí své fanouškovské základny.
E-Bow the Letter, kde se jako host objevila Patti Smithová, hudební vzor Michaela Stipea, se stala zatím nejúspěšnějším singlem ve Velké Británii, kde se umístila na čtvrtém místě, ale ve Spojených státech se umístila až na 49. místě. Videoklip k singlu se natáčel v Praze. Následujícími singly byly Bittersweet Me, Electrolite, a How the West Was Won and Where It Got Us. Nathan December nahrál doprvovodné kytarové zvuky pro polovinu skladeb na albu.
Ačkoliv se album umístilo na americkém žebříčku na 2. a na britském na 1. místě, dá se říci, že tímto albem začíná postupný propad komerční úspěšnosti R.E.M. Zároveň i výběru prvního singlu, E-Bow the Letter, je citován jako důvod pro rozhodnutí rádií dávat R.E.M. méně prostoru ve vysílání.
Přesto je New Adventures in Hi-Fi, deset let po svém vydání, vysoce oceňováno a časopis Q jej vyhlásil 59. nejlepším albem všech dob. Se spotáží 65 minut se jedná o nejdelší album R.E.M.
V roce 2005 vyšla rozšířená edice alba, která obsahuje CD, DVD-Audio se zvukem ve formátu 5.1 a částečně rozšířený původní booklet.

## Seznam skladeb
Autory jsou Bill Berry, Peter Buck, Mike Mills a Michael Stipe.
| Pořadí | Název                                    | Délka |
| ------ | ---------------------------------------- | ----- |
| 1.     | How the West Was Won and Where It Got Us | 4:31  |
| 2.     | The Wake-Up Bomb                         | 5:08  |
| 3.     | New Test Leper                           | 5:26  |
| 4.     | Undertow                                 | 5:09  |
| 5.     | E-Bow the Letter                         | 5:23  |
| 6.     | Leave                                    | 7:18  |
| 7.     | Departure                                | 3:28  |
| 8.     | Bittersweet Me                           | 4:06  |
| 9.     | Be Mine                                  | 5:32  |
| 10.    | Binky the Doormat                        | 5:01  |
| 11.    | Zither                                   | 2:33  |
| 12.    | So Fast, So Numb                         | 4:12  |
| 13.    | Low Desert                               | 3:30  |
| 14.    | Electrolite                              | 4:05  |

## Žebříčky
Album
| Rok  | Žebříček      | Pozice |
| ---- | ------------- | ------ |
| 1996 | Billboard 200 | 2      |

Singly
| Rok  | Singl              | Žebříček                         | Pozice |
| ---- | ------------------ | -------------------------------- | ------ |
| 1996 | "E-Bow the Letter" | Billboard Modern Rock Tracks     | 2      |
| 1996 | "E-Bow the Letter" | Billboard Mainstream Rock Tracks | 15     |
| 1996 | "E-Bow the Letter" | Billboard Hot 100                | 49     |
| 1996 | "Bittersweet Me"   | Billboard Modern Rock Tracks     | 6      |
| 1996 | "Bittersweet Me"   | Billboard Mainstream Rock Tracks | 7      |
| 1996 | "Bittersweet Me"   | Billboard Top 40 Mainstream      | 28     |
| 1996 | "Bittersweet Me"   | Billboard Hot 100                | 46     |
| 1997 | "Electrolite"      | Billboard Hot 100                | 96     |
| 1997 | "The Wake-Up Bomb" | Billboard Mainstream Rock Tracks | 30     |

## Certifikace
| Organizace | Úroveň          | Datum              |
| ---------- | --------------- | ------------------ |
| RIAA – USA | Zlatá deska     | 18. listopadu 1996 |
| RIAA – USA | Platinová deska | 18. listopadu 1996 |